# Geelpootlijster
De geelpootlijster (Turdus flavipes synoniem: Platycichla flavipes) is een zangvogel uit de familie lijsters (Turdidae).

## Verspreiding en leefgebied
Deze soort telt 5 ondersoorten:
- T. f. venezuelensis: noordelijk en oostelijk Colombia en noordelijk en westelijk Venezuela.
- T. f. melanopleurus: noordoostelijk Venezuela en Trinidad.
- T. f. xanthoscelus: Tobago.
- T. f. polionotus: zuidelijk Venezuela, Guyana en noordelijk Brazilië.
- T. f. flavipes: van zuidoostelijk Brazilië tot oostelijk Paraguay en noordoostelijk Argentinië.